# Viaje de familiarización
Los viajes de familiarización (en inglés fam trips o fam tours) son viajes de cortesía que se ofrecen a operadores turísticos o agencias de viajes para que puedan vivir la experiencia de un destino turístico en primera persona. El objetivo de estos viajes es lograr un mejor conocimiento del producto y una relación más cercana, mejorando la comercialización a futuro.
Existen dos clasificaciones de viajes de familiarización:
1. Ofrecidos a operadores turísticos o agencias de viajes, para que logren familiarizarse con el destino que luego venderán y lo conozcan en su totalidad.
2. Ofrecidos a la prensa, con el fin de que reproduzcan las experiencias en su viaje en forma directa y detallada.

- Datos: Q6160884